# جورج هورن
جورج هورن (بالإنجليزية: George Horne)‏ هو سياسي نيوزلندي، ولد في 7 سبتمبر 1811، وتوفي في 17 سبتمبر 1873. انتخب عضو المجلس التشريعي الفيكتوري وانتخب عضو الجمعية التشريعية فيكتوريا.